# Lomelosia simplex subsp. dentata
Lomelosia simplex subsp. dentata é uma subespécie de planta com flor pertencente à família Dipsacaceae. 
A autoridade científica da subespécie é (Jord. & Fourr.) Greuter & Burdet, tendo sido publicada em Willdenowia 15(1): 76. 1985.

## Portugal
Trata-se de uma subespécie presente no território português, nomeadamente em Portugal Continental.
Em termos de naturalidade é nativa da região atrás indicada.

## Protecção
Não se encontra protegida por legislação portuguesa ou da Comunidade Europeia.